# American Way
Pour les articles homonymes, voir American Way (homonymie).
American Way était un magazine inflight bimensuel édité par la compagnie aérienne américaine American Airlines pour être distribué gratuitement à bord de ses avions de ligne pendant leurs vols passagers.
Le magazine a été publié pour la première fois en 1966. Il a ensuite été publié sur une base mensuelle, pour être distribué à plus de 16 millions de passagers chaque mois.
En 2014, Ink a été choisi comme nouvel éditeur d'American Way par Americain Airlines. Le premier numéro édité par Ink a été lancé en janvier 2015 avec une édition à double couverture mettant en vedette la rock star David Grohl et le groupe Foo Fighters, vantant un nouveau design et un mélange éditorial de célébrités internationales, de destinations de classe mondiale et d'histoires extraordinaires. 
Le magazine a cessé de paraître en juin 2021.